# Mari Sánchez
Mari Leivis Sánchez-Periñán (Turbo, 8 ottobre 1991) è una sollevatrice colombiana,specializzata nella categoria dei pesi massimi leggeri (fino a 71 kg), medagliata olimpica.

## Carriera
Mari Sánchez ha ottenuto risultati significativi a livello internazionale a partire dal 2020. Ai Campionati panamericani di Santo Domingo 2020, disputati nel 2021, ha conquistato la medaglia d'argento con un totale di 231 kg.
Nel 2022, ai Campionati panamericani di Bogotà, ha nuovamente raggiunto il secondo posto con un totale di 246 kg, preceduta dall'ecuadoriana Angie Palacios-Dájomes.
L'anno successivo, ai Giochi Panamericani di Santiago del Cile 2023, ha confermato la medaglia d'argento con un totale di 246 kg, posizionandosi dietro Palacios-Dájomes.
Nel 2024, ai Campionati panamericani di Caracas, ha ottenuto un'altra medaglia d'argento con 232 kg, preceduta dalla stessa atleta ecuadoriana. Successivamente, ha partecipato ai Giochi Olimpici di Parigi 2024, dove ha conquistato la medaglia d'argento con un totale di 257 kg, classificandosi dietro alla statunitense Olivia Reeves e davanti a Palacios-Dájomes.
Nel 2025 ha preso parte ai Campionati mondiali di sollevamento pesi, ottenendo un piazzamento tra i primi dieci atleti nella sua categoria. I suoi migliori risultati ai Campionati mondiali sono due sesti posti nelle edizioni del 2022 e 2024.

## Palmarès
- Argento Olimpiadi Parigi 2024 - Pesi massimi leggeri (fino a 71 kg)
- Argento Campionati panamericani di sollevamento pesi 2020 (Santo Domingo) - Totale 231 kg
- Argento Campionati panamericani di sollevamento pesi 2022 (Bogotà) - Totale 246 kg
- Argento Giochi panamericani 2023 (Santiago del Cile) - Totale 246 kg
- Argento Campionati panamericani di sollevamento pesi 2024 (Caracas) - Totale 232 kg